# Завоювання Гоа (1510)
Завоювання Гоа — захоплення в 1510 році португальською армією на чолі з губернатором Індії Афонсу де Албукеркі міста Гоа на малабарському узбережжі Індостану. Згідно з королівськими інструкціями, отриманими перед початком плавання, Афонсу мав наказ захопити лише Ормуз, Аден і Малакку, тому Гоа він завоював із власної ініціативи.

## Передумови
У 1488 році португальці досягнули мису Доброї Надії, а в 1497 році Васко да Гама проклав шлях до Індії. У 1501 році був відкритий Мадагаскар, а в 1507 році — острів Маврикій. Одночасно були відвідані Сокотра і Цейлон. 1505 року Франсішку ді Алмейда був призначений першим віцекоролем Індії. Португальцям вдалося встановити контакти з Малаккськими султанатами.
Проникнення португальців в Індійський океан підривало арабську торгівлю прянощами. Араби об'єдналися з мамелюкським Єгиптом і 1505 року єгипетський султан Кансух аль-Гаурі організував морську експедицію проти португальців. У тому ж році в Індійському океані з'явилася 7-а Португальська Індійська армада, а в 1506 році — флот адмірала Албукеркі. У березні 1506 року в битві при Каннанурі португальці розгромили об'єднаний флот мамелюків, Гуджарату і Каликута. Через рік португальці були розбиті в битві при Чаулі, але в 1509-му їм знову вдалося здобути перемогу в битві при Діу. У ході цієї війни португальці здобули союзників в особі індійських вождів, які ворогували з мусульманськими султанатами.
Албукеркі напав на Гоа на прохання місцевого князя Тіммарусу, колись вигнаного з Гоа. Він повідомив Албукеркі про бажання місцевого індуїстського населення звільнитися від влади мусульман.
Місто Гоа спочатку належало індуїстським династіям, але згодом було захоплене мусульманами. У 1367 році Гоа був захоплений імперією Виджаянагар, а в 1440 році став незалежним і був перенесений на нове місце. У 1470 році він був захоплений султаном Деккан з династії Бахманн. У 1481 році армія Виджаянагара зробила невдалу спробу відбити місто. До 1510 року місто формально перебувало під владою династії Бахманн, але реально територією Біджапура (з 1510 року — султанату) правив Юсуф Аділ-шах.
13 лютого Албукеркі зібрав раду капітанів, яка постановила йти на Гоа. 28 лютого португальський флот увійшов у гирло річки Мандові.

## Завоювання Гоа
Аділ-шах у той момент був відсутній, хоча Тіммарусу повідомив португальцям, що він помер. Місто було обнесено стінами і мало 5 воріт під сильною охороною. Гирло річки Мандові було перекрито загородженнями. Однак гарнізон був сильно деморалізований чутками, які поширювали індуїстські йоги про те, що Гоа буде неминуче захоплений чужинцями. Албукеркі відправив загін до форту Панджа і взяв його без опору. Після цього мусульмани покинули Гоа. 17 лютого Албукеркі урочисто вступив у місто, жителі вручили йому ключі, і він призначив свого адмірала Антоніо де Норонья правителем міста. У Гоа було захоплено багато продовольства, озброєння, пороху і безліч кораблів.
Незабаром Аділь-Шах повернувся з армією в 60 000 осіб. Капітани запропонували евакуювати місто, але Албукеркі відмовився. Аділь-Шах спочатку вступив у переговори з португальцями, пропонуючи їм в обмін будь-яке інше місто. Португальці відмовили, і 17 травня Аділь-Шах підійшов до Гоа. З'ясувалося, що Гоа захистити неможливо, і 30 травня Албукеркі відвів своїх людей на кораблі, спалив арсенал міста і стратив 150 мусульманських полонених. Однак флот не зміг вийти в море через погодні умови і був змушений майже три місяці простояти в бухті, у небезпечній близькості від артилерії форту Панджа. Поступово добігало кінця продовольство. Аділь-Шах запропонував забезпечити португальців продовольством, пояснюючи це тим, що хоче перемогти силою зброї, а не голодом (на той момент в Індії існував звичай допомагати ворогам припасами). Альбукеркі відповів, що прийме допомогу тільки в майбутньому, коли вони з Аділь-Шахом будуть друзями.
Лише 15 серпня Албукеркі зміг покинути бухту й майже відразу зустрів 4 португальських кораблі, якими командував Діого Мендес де Васконселлос. Португальці зробили зупинку на острові Анджедіва, а потім пішли в Хановар, де Албукеркі зустрівся з Тіммарусу, флот якого покинув Гоа раніше португальців. Тіммарусу повідомив, що Аділь-Шах покинув Гоа і запропонував повторити атаку. З Хановара Альбукеркі вирушив до Кананура, де до нього приєдналися кораблі Гонсалу ді Секейра і Жуана Серрано, і тепер Албукеркі міг розраховувати на 14 кораблів і 1500 воїнів. Цей флот повернувся в Хановар, де Албукеркі був присутній на весіллі Тіммарусу і дочки раджі Герсоппа. Тіммарусу знову наполягав на захопленні Гоа, посилаючись на те, що Аділь-Шах пішов далеко вглиб континенту, залишивши в Гоа 4 000 солдатів (турок і персів) і пропонуючи свою допомогу. У підсумку в середині листопада Албукеркі знову вирушив на Гоа.
Він привів із собою 34 кораблі, 1500 португальців і 300 малабарців.
25 листопада, у день Святої Катерини, Гоа був атакований трьома колонами. Місто було взято в той же день після запеклого бою. Албукеркі поклявся побудувати в місті собор Святої Катерини в честь цієї перемоги. Тоді ж він посвятив у лицарі декількох молодих дворян, у тому числі Фредеріко Фернандеса, який першим увійшов у місто під час штурму.

## Наслідки
Після португальського завоювання Гоа став головним торговим містом португальців на малабарському узбережжі Індії.
Албукеркі захопив Гоа без королівських наказів і всупереч рішенням своїх капітанів. Місцевий король кинув виклик португальській владі в Гоа, але рада фідальгу зрештою затвердила захоплення, хоча король і був незадоволений. Місто Гоа все ж таки мало хорошу позицію, яка посилила стратегічну присутність португальців в Індії.
Португальці продовжували опікуватись своїми володіннями в Індії. Хоча в 1542 і 1570 рр. португальський уряд розмірковував над тим, щоб покинути їх заради концентрації на завоюванні Марокко.
Португальське володарювання у Гоа тривало до ХХ ст., поки Індія не звільнила місто в грудні 1961 року.